# Маркин, Виктор Григорьевич
Виктор Григорьевич Маркин (21 февраля 1926, Москва, СССР — 14 мая 2009, Москва, Россия) — советский актёр.

## Биография
Виктор Маркин родился в Москве в семье рабочих Маркина Григория Тихоновича и Маркиной (Пименовой) Прасковьи Ивановны.
В 1941 году Виктор окончил восемь классов средней школы. С июня по сентябрь 1941 года работал учеником обмотчика электромоторов в электромеханической мастерской, с сентября 1941 года по январь 1942 года — учеником токаря на Московском авторемонтном заводе. После эвакуации последнего с февраля 1942 года по август 1947 года Маркин трудился на Московском авиационном заводе: сначала учеником-станочником, затем токарем по металлу (в августе 1946 года переведён на должность бригадира).
В сентябре 1945 года продолжил среднее образование в вечерней школе рабочей молодёжи № 77, где окончил 9 и 10 классы.
Летом 1947 года поступил на актёрское отделение ВГИКа в мастерскую Бориса Андреевича Бабочкина, в 1952 году окончил его и распределён в штат Театра-студии киноактёра и киностудии «Мосфильм».
За 34 года работы в кинематографе снялся более чем в ста фильмах. Основными его персонажами были врачи, учителя, руководящие работники, инженеры, военные.
С 1959 по 1966 годы был женат на Анне Ивановне Маркиной. Детей у них не было.
В июне 1986 года вышел на пенсию и больше в кино не снимался. С 1995 года жил в Доме ветеранов кино в Матвеевском вместе с женой Тамарой Васильевной.
Скончался 14 мая 2009 года на 84-м году жизни в Москве. Похоронен на Хованском кладбище.

## Фильмография
- 1954 — «Об этом забывать нельзя» — студент
- 1955 — «Судьба барабанщика» — врач
- 1956 — «Весна на Заречной улице» — одноклассник Саши
- 1957 — «Екатерина Воронина» — студент
- 1957 — «Ночной патруль» — лейтенант Петров
- 1958 — «На дорогах войны» — радист
- 1958 — «Стучись в любую дверь» — покупатель билета
- 1959 — «Неоплаченный долг» — «начальник»
- 1959 — «Баллада о солдате» — солдат с перевязанной рукой
- 1959 — «Судьба человека» — военнопленный-врач
- 1959 — «Колыбельная» — секретарь райкома комсомола
- 1960 — «Яша Топорков» — Игорь
- 1961 — «У крутого яра» — Костя
- 1961 — «Девчата» — фотокорреспондент
- 1961 — «Человек идёт за солнцем» — Унгуряну, молодой отец
- 1962 — «Конец света» — главврач
- 1962 — «Как рождаются тосты» (к/м) — сотрудник треста
- 1962 — «На семи ветрах» — Шурик-заика
- 1963 — «Когда казаки плачут» (к/м) — Прокофий
- 1964 — «Дальние страны» — Геннадий, геолог
- 1964 — «До свидания, мальчики» — директор школы
- 1964 — «Жили-были старик со старухой» — шахтер
- 1964 — «Лёгкая жизнь» — муж Маши
- 1964 — «Непрошенная любовь» — часовой
- 1964 — «Сокровища республики» (ТВ) — чекист
- 1964 — «Добро пожаловать, или Посторонним вход воспрещён» — человек в толпе (в титрах не указан)
- 1965 — «Время, вперёд!» — фоторепортёр
- 1965 — «Как вас теперь называть?» — партизан
- 1965 — «Лебедев против Лебедева» — физик
- 1965 — «Люди остаются людьми» (ТВ) — Пётр Николаевич
- 1965 — «Совесть» — сотрудник института
- 1966 — «Заблудший» — фельдшер
- 1966 — «Пробуждение» — приезжий
- 1966 — «На полпути к Луне» — Маневич
- 1966 — «Старшая сестра» — член приёмной комиссии
- 1967 — «Журналист» — редактор газеты
- 1967 — «Зареченские женихи» (ТВ, короткометражный) — Виктор Васильевич, режиссёр народного театра
- 1967 — «Путь в „Сатурн“» и «Конец „Сатурна“»
- 1967 — «Крепкий орешек»
- 1967 — «Разбудите Мухина!»
- 1967 — «Сергей Лазо» — Луцкий
- 1967 — «Софья Перовская» — Тихомиров, анархист
- 1968 — «Доживём до понедельника» — учитель
- 1968 — «Крах» — фотограф
- 1968 — «Зигзаг удачи» — член тиражной комиссии (в титрах не указан)
- 1969 — «Адъютант его превосходительства» (ТВ)
- 1969 — «Последние каникулы» — мужчина, нашедший письмо
- 1969 — «Пять дней отдыха» — комбат
- 1970 — «Взрыв замедленного действия»
- 1970 — «Морской характер» — немецкий офицер
- 1970 — «Серебряные трубы» — друг Гайдара
- 1971 — «Если ты мужчина» — шофёр
- 1971 — «Ехали в трамвае Ильф и Петров» (ТВ) — сотрудник газеты
- 1971 — «Путина» — морской офицер
- 1972 — «За всё в ответе» — выпускник
- 1972 — «Инженер Прончатов» (ТВ) — врач
- 1972 — «Последний гайдук»
- 1973 — «Два дня тревоги» — медэксперт
- 1973 — «Дела сердечные» — врач «скорой помощи»
- 1973 — «И на Тихом океане...» — революционер
- 1973 — «Мачеха» — сельский врач
- 1973 — «Чёрный принц» — потерпевший Самохин
- 1973 — «Эта весёлая планета» (ТВ)
- 1974 — «Вылет задерживается» (ТВ) — однополчанин
- 1974 — «Кыш и Двапортфеля» — учитель химии
- 1974 — «Северная рапсодия» — океанолог
- 1974 — «Скворец и Лира» — шофер, агент советской разведки
- 1974 — «Совесть» (ТВ) — доктор Слёзкин
- 1974 — «Соколово» — секретарь парткома
- 1974 —1977 — «Хождение по мукам» (ТВ) — интеллигент
- 1975 — «Без права на ошибку» — адвокат
- 1975 — «Принимаю на себя» — Сидоренко
- 1975 — «Сто дней после детства» — начальник пионерского лагеря
- 1976 — «Опровержение» (ТВ) — Рябов
- 1976 — «Слово для защиты» — посетитель кафе
- 1976 — «100 грамм для храбрости» — мужчина в очереди
- 1976 — «Солдаты свободы» — мужчина, желающий усыновить ребёнка
- 1976 — «Ты — мне, я — тебе» — зритель, в антракте концерта
- 1977 — «Бархатный сезон» — музыкант
- 1977 — «Вечный зов» (ТВ)
- 1977 — «Гонки без финиша» — инженер
- 1977 — «Пыль под солнцем» — начфин Иванов
- 1977 — «Смешные люди!» — фельдшер
- 1978 — «До последней капли крови» — советский генерал
- 1978 — «Кот в мешке» — киоскёр
- 1978 — «Сдаётся квартира с ребёнком» — учитель
- 1978 — «Тактика бега на длинную дистанцию» — раненый с костылём
- 1979 — «Карл Маркс. Молодые годы» (ТВ) — Леро
- 1979 — «По следу властелина» — охотник
- 1979 — «Поэма о крыльях» — синоптик
- 1979 — «Санта-Эсперанса» — заключённый
- 1979 — «Сцены из семейной жизни» — посетитель ресторана
- 1980 — «Коней на переправе не меняют» — фотограф
- 1980 — «Крах операции „Террор“» — секретарь Дзержинского
- 1980 — «Ларец Марии Медичи» — следователь
- 1981 — «Встреча у высоких снегов» (ТВ) — чиновник
- 1982 — «Берегите мужчин» — инженер
- 1982 — «Казнить не представляется возможным» — эпизод
- 1983 — «Букет фиалок» — иностранный репортёр
- 1983 — «Трое на шоссе» — работник СЭС
- 1984 — «Успех» — актёр театра
- 1984 — «Человек-невидимка» — Джеггерс
- 1985 — «Город невест» — работник комбината
- 1985 — «Законный брак» — пассажир поезда
- 1985 — «Поездки на старом автомобиле» — работник театра
- 1986 — «Певучая Россия», (ТВ) — мужчина на собрании
- 1986 — «Чичерин» — эпизод
- 1986 — «Чужая белая и рябой» — следователь